# Rosemary Askin
Rosemary Anne Askin (1949, també coneguda com a Rosemary Askin Cully) és una geòlega neozelandesa especialitzada en palinologia antàrtica. Va ser una de les dones pioneres en la ciència antàrtica, convertint-se en la primera dona de Nova Zelanda a emprendre el seu propi programa de recerca a l'Antàrtida el 1970.

## Joventut i carrera
Nascuda el 1949, Askin va obtenir el títol de llicenciada en geologia i zoologia i el seu PhD en geologia per la Universitat Victòria de Wellington, Nova Zelanda.

## Investicacions
Askin va ser una de les dones pioneres a l'Antàrtida. Va ser la primera dona de Nova Zelanda a emprendre el seu propi programa científic a l'Antàrtida, així com a la primera dona a treballar en un camp profund a l'Antàrtida, quan el 1970 va dur a terme investigacions a Terra de Victòria als 21 anys. L'expedició va descobrir les restes de peixos fossilitzats més coneguts de l'Antàrtida. Les roques més joves d'aquesta àrea es van convertir en la base de la investigació doctoral d'Askin. Askin va rebre elogis per al seu treball geològic i per la seva fortalesa durant la temporada 1970-1971, amb el líder de la Base Scott, Brian Porter, que va dir que Askin «havia guanyat el respecte i l'admiració de tots els homes del programa de recerca antàrtica de Nova Zelanda 1970-1971, i va establir un alt nivell per a les futures dones que estiguin involucrades en la investigació a l'Antàrtida, tradicionalment només un món d'homes». Askin va tornar a l'Antàrtida en nombroses ocasions entre els anys 1970 i 2001, completant expedicions a diverses parts de l'Antàrtida, incloent la Península Antàrtica, les Illes Shetland del Sud, la Terra de Victòria i les Muntanyes Transantarctiques. La muntanya Askin (3000 m), a les muntanyes de Darwin, rep el seu nom.
Askin ha investigat i ensenyat a diverses universitats dels Estats Units, incloent la Universitat Estatal d'Ohio, la Escola de Mines de Colorado i la Universitat de Califòrnia, Riverside. Els interessos de la investigació d'Askin inclouen la palinologia terrestre i la història vegetal / paleoambiental dels períodes permià-triàsic i cenozoic a l'Antàrtida. Entre altres coses, la seva investigació ha examinat el pol·len fòssil i les espores fòssilitzades entre fa més de 350 milions fins a uns pocs milions d'anys, per veure com la vegetació ha canviat amb el temps. El 1982, Askin també va ser membre de l'equip d'investigació que va descobrir els primers fòssils de mamífers a l'Antàrtida, i va estar involucrada en investigacions que van demostrar que l'Antàrtida va experimentar un cicle càlid brusc fa 15 milions d'anys. Més recentment, Askin va encapçalar la creació del Dipòsit de roques polars dels Estats Units al Centre de Recerca Polar Byrd, Universitat Estatal d'Ohio, el primer dipòsit d'aquest tipus.

## Vida personal
Askin és professora de tai-txi-txuan, txikung i karate; té un cinturó negre de tercer grau de karate i un nivell avançat de tai-txi-txuan (2013) de l'Associació Shorin-ryu Karatedo i Kobudo d'Amèrica.

## Publicacions seleccionades
- Askin, Rosemary A. "Campanian to Paleocene palynological succession of Seymour and adjacent islands, northeastern Antarctic Peninsula." Geological Society of America Memoirs 169 (1988): 131-154.
- Askin, Rosemary A. "Endemism and heterochroneity in the Late Cretaceous (Campanian) to Paleocene palynofloras of Seymour Island, Antarctica: implications for origins, dispersal and palaeoclimates of southern floras." Geological Society, London, Special Publications 47.1 (1989): 107–119.
- Askin, Rosemary A. "Campanian to Paleocene spore and pollen assemblages of Seymour Island, Antarctica." Review of Palaeobotany and Palynology 65.1 (1990): 105-113.
- Askin, Rosemary A. "Late Cretaceous–early Tertiary Antarctic outcrop evidence for past vegetation and climates." The Antarctic Paleoenvironment: a perspective on global change: Part One (1992): 61–74.
- Isbell, John L., Paul A. Lenaker, Rosemary A. Askin, Molly F. Miller, and Loren E. Babcock. "Reevaluation of the timing and extent of late Paleozoic glaciation in Gondwana: Role of the Transantarctic Mountains." Geology 31, no. 11 (2003): 977–980.
- Collinson, James W., Hammer, William R., Askin, Rosemary A. and David H. Elliot. "Permian-Triassic boundary in the central Transantarctic Mountains, Antarctica." Geological Society of American Bulletin 118 (5/6) (2006): 747-763, Data Repos. Item 2006080.
- Warny, Sophie and Rosemary Askin. "Vegetation and organic-walled phytoplankton at the end of the Antarctic greenhouse world: latest Eocene cooling events." In Anderson, J.B. and Wellner, J.S. (Eds.), Tectonic, Climatic, and Cryospheric Evolution of the Antarctic Peninsula. American Geophysical Union, Washington, D.C. (2011): 193-210.